# Campionati italiani di aquathlon del 2014
I Campionati italiani di aquathlon del 2014 (XV edizione) sono stati organizzati dalla Federazione Italiana Triathlon e si sono tenuti a Napoli in Campania, in data 3 agosto 2014.
Tra gli uomini ha vinto Andrea Giacomo Secchiero ( Fiamme Oro), mentre la gara femminile è andata a Francesca Galluzzo ( Minerva Roma).

## Risultati

### Élite uomini
| Pos. | Atleta                   | Società sportiva      | Corsa    | Nuoto    | Corsa    | Totale   |
| ---- | ------------------------ | --------------------- | -------- | -------- | -------- | -------- |
|      | Andrea Giacomo Secchiero | Fiamme Oro            | 00:07:16 | 00:11:55 | 00:08:32 | 00:27:43 |
|      | Alessio Fioravanti       | Minerva Roma          | 00:07:27 | 00:12:04 | 00:08:45 | 00:28:16 |
|      | Stefano Rigoni           | Padova Nuoto Dynamica | 00:07:28 | 00:11:41 | 00:09:19 | 00:28:28 |
| 4    | Michelangelo Parmigiani  | CUS Trento CTT        | 00:07:36 | 00:11:35 | 00:09:19 | 00:28:30 |
| 5    | Riccardo Salvino         | Minerva Roma          | 00:07:43 | 00:11:43 | 00:09:24 | 00:28:50 |
| 6    | Andrea Borsacchi         | Canottieri Napoli     | 00:07:29 | 00:12:15 | 00:09:16 | 00:29:00 |
| 7    | Enrico Schiavino         | Canottieri Napoli     | 00:07:42 | 00:12:19 | 00:09:08 | 00:29:09 |
| 8    | Edoardo Esercizio        | Canottieri Napoli     | 00:07:51 | 00:12:16 | 00:09:08 | 00:29:15 |
| 9    | Marco Corrà              | Minerva Roma          | 00:07:37 | 00:12:24 | 00:09:22 | 00:29:23 |
| 10   | Gennaro Lamberti         | Canottieri Napoli     | 00:08:03 | 00:12:03 | 00:09:20 | 00:29:26 |
| 11   | Davide Ventura           | Canottieri Napoli     | 00:07:58 | 00:11:48 | 00:09:43 | 00:29:29 |
| 12   | Luca Borsacchi           | Canottieri Napoli     | 00:07:52 | 00:12:07 | 00:09:34 | 00:29:33 |
| 13   | Alessandro D'Ambrosio    | Canottieri Napoli     | 00:07:31 | 00:12:55 | 00:09:30 | 00:29:56 |
| 14   | Ennio Salerno            | Peperoncino Team      | 00:07:31 | 00:12:49 | 00:09:41 | 00:30:01 |
| 15   | Carmine Rozza            | Canottieri Napoli     | 00:07:36 | 00:12:52 | 00:09:34 | 00:30:02 |
| 16   | Alessio Buraccioni       | Fiamme Oro            | 00:08:08 | 00:12:44 | 00:09:45 | 00:30:37 |
| 17   | Giovambattista Pisano    | Canottieri Napoli     | 00:08:16 | 00:12:49 | 00:09:51 | 00:30:56 |
| 18   | Lorenzo Boni             | CUS Torino Triathlon  | 00:08:17 | 00:13:13 | 00:09:39 | 00:31:09 |
| 19   | Alessio Spelonchi        | Pol. Riccione         | 00:08:26 | 00:12:25 | 00:10:23 | 00:31:14 |
| 20   | Stefano Spurle           | Canottieri Napoli     | 00:08:25 | 00:13:16 | 00:10:16 | 00:31:57 |

### Élite donne
| Pos. | Atleta                         | Società sportiva           | Corsa    | Nuoto    | Corsa    | Totale   |
| ---- | ------------------------------ | -------------------------- | -------- | -------- | -------- | -------- |
|      | Francesca Galluzzo             | Minerva Roma               | 00:08:31 | 00:13:28 | 00:09:50 | 00:31:49 |
|      | Elisa Marcon                   | Tri. Rari Nantes Marostica | 00:08:58 | 00:12:49 | 00:10:12 | 00:31:59 |
|      | Ilaria Fioravanti              | Minerva Roma               | 00:08:30 | 00:13:37 | 00:10:10 | 00:32:17 |
| 4    | Giulia Bedorin                 | Padova Nuoto Dynamica      | 00:09:16 | 00:13:05 | 00:10:22 | 00:32:43 |
| 5    | Silvia Tonti                   | Minerva Roma               | 00:09:12 | 00:13:19 | 00:10:31 | 00:33:02 |
| 6    | Pamela Geijo                   | DDS                        | 00:08:58 | 00:13:34 | 00:10:33 | 00:33:05 |
| 7    | Chiara Piccinelli              | Aquatica Torino            | 00:09:11 | 00:13:09 | 00:10:59 | 00:33:19 |
| 8    | Marta Gaiardelli               | Fiamme Azzurre             | 00:09:06 | 00:14:12 | 00:10:43 | 00:34:01 |
| 9    | Maria Casciotti                | Minerva Roma               | 00:09:16 | 00:14:36 | 00:10:51 | 00:34:43 |
| 10   | Tiziana Aloisi                 | Aquatica Torino            | 00:10:14 | 00:13:43 | 00:11:37 | 00:35:34 |
| 11   | Manuela Ascoli                 | Minerva Roma               | 00:09:58 | 00:14:46 | 00:11:12 | 00:35:56 |
| 12   | Consuelo Ferragina             | Canottieri Napoli          | 00:09:08 | 00:16:01 | 00:10:54 | 00:36:03 |
| 13   | Daniela Calvino                | Ermes Campania             | 00:10:57 | 00:14:22 | 00:12:46 | 00:38:05 |
| 14   | Sofia Caterini                 | Minerva Roma               | 00:11:19 | 00:14:04 | 00:13:30 | 00:38:53 |
| 15   | Silvia Scarpetta               | Canottieri Napoli          | 00:08:57 | 00:19:14 | 00:10:46 | 00:38:57 |
| 16   | Marina Matarazzo               | Lucca Triathlon            | 00:10:06 | 00:16:43 | 00:12:14 | 00:39:03 |
| 17   | Sara Ziglio                    | Canottieri Mincio          | 00:09:59 | 00:17:31 | 00:11:42 | 00:39:12 |
| 18   | Valentina Sanfelice di Bagnoli | Canottieri Napoli          | 00:10:10 | 00:16:38 | 00:12:37 | 00:39:25 |
| 19   | Roberta Siviero                | Canottieri Napoli          | 00:10:59 | 00:16:44 | 00:12:32 | 00:40:15 |
| 20   | Claudia Casola                 | Canottieri Napoli          | 00:11:00 | 00:16:53 | 00:12:46 | 00:40:39 |